# Arturo de la Garza González
Arturo de la Garza González (Monterrey, Nuevo León, 1 de agosto de 1936 - China, Nuevo León, 28 de enero de 2011) fue un líder ganadero y político mexicano, miembro del Partido Revolucionario Institucional, fue diputado federal y al Congreso de Nuevo León.

## Biografía
Arturo de la Garza González fue hijo de Arturo B. de la Garza, gobernador de Nuevo León de 1943 a 1949 y hermano de Lucas de la Garza, Secretario General de Gobierno del estado de 1985 a 1989; realizó sus estudios profesionales en la Universidad Autónoma de Nuevo León, en 1961 fue elegido diputado al Congreso de Nuevo León por el VIII Distrito Electoral Local de Nuevo León de ese año al de 1964, desarrolló sus principales actividades en el ramo ganadero, que lo llevó a ser presidente de la Unión Ganadera Regional de Nuevo León y el 14 de mayo de 1977 ser electo presidente de la Confederación Nacional Ganadera, cargo en el permaneció hasta 1980. En 1970 fue elegido diputado federal por el IV Distrito Electoral Federal de Nuevo León a la LVIII Legislatura.
El 28 de enero de 2011 fue secuestrado por desconocidos mientras se encontraba en una exposición ganadera en la ciudad de Guadalupe; siendo localizado su cadáver horas después en una carretera en el municipio de China.